# Pădurea celor Două Veverițe
Pădurea celor Două Veverițe este o arie protejată (sit de importanță comunitară — SCI) din România, desemnată în scopul protejării biodiversității și menținerii într-o stare de conservare favorabilă a florei spontane și faunei sălbatice, precum și a habitatelor naturale de interes comunitar aflate în arealul zonei de protecție. Aceasta este întinsă pe o suprafață de 196,6 ha, integral pe uscat.

## Localizare
Centrul sitului Pădurea celor Două Veverițe este situat la coordonatele 47°36′05″N 23°27′16″E / 47.601256°N 23.454308°E. Situl se întinde pe teritoriile administrative ale comunelor Recea și Satulung din județul Maramureș.

## Înființare
Situl Pădurea celor Două Veverițe a fost declarat sit de importanță comunitară (ROSCI0421) în ianuarie 2016 pentru a proteja 3 specii de animale.

## Biodiversitate
Situată în ecoregiunea continentală, aria protejată nu include niciun habitat protejat.
La baza desemnării sitului se află mai multe specii protejate de  nevertebrate (3): rădașcă (Lucanus cervus), Lycaena helle, croitorul cenușiu (Morimus asper funereus).